# 西湖敬聖亭及福德祠
24°31′53″N 120°44′44″E / 24.531506°N 120.745428°E
西湖敬聖亭及福德祠，位於臺灣苗栗縣西湖鄉四湖村宣王宮前，為道光二十年（1840年）建的雲梯書院殘餘建物，今共列苗栗縣歷史建築。

## 歷史

### 由來

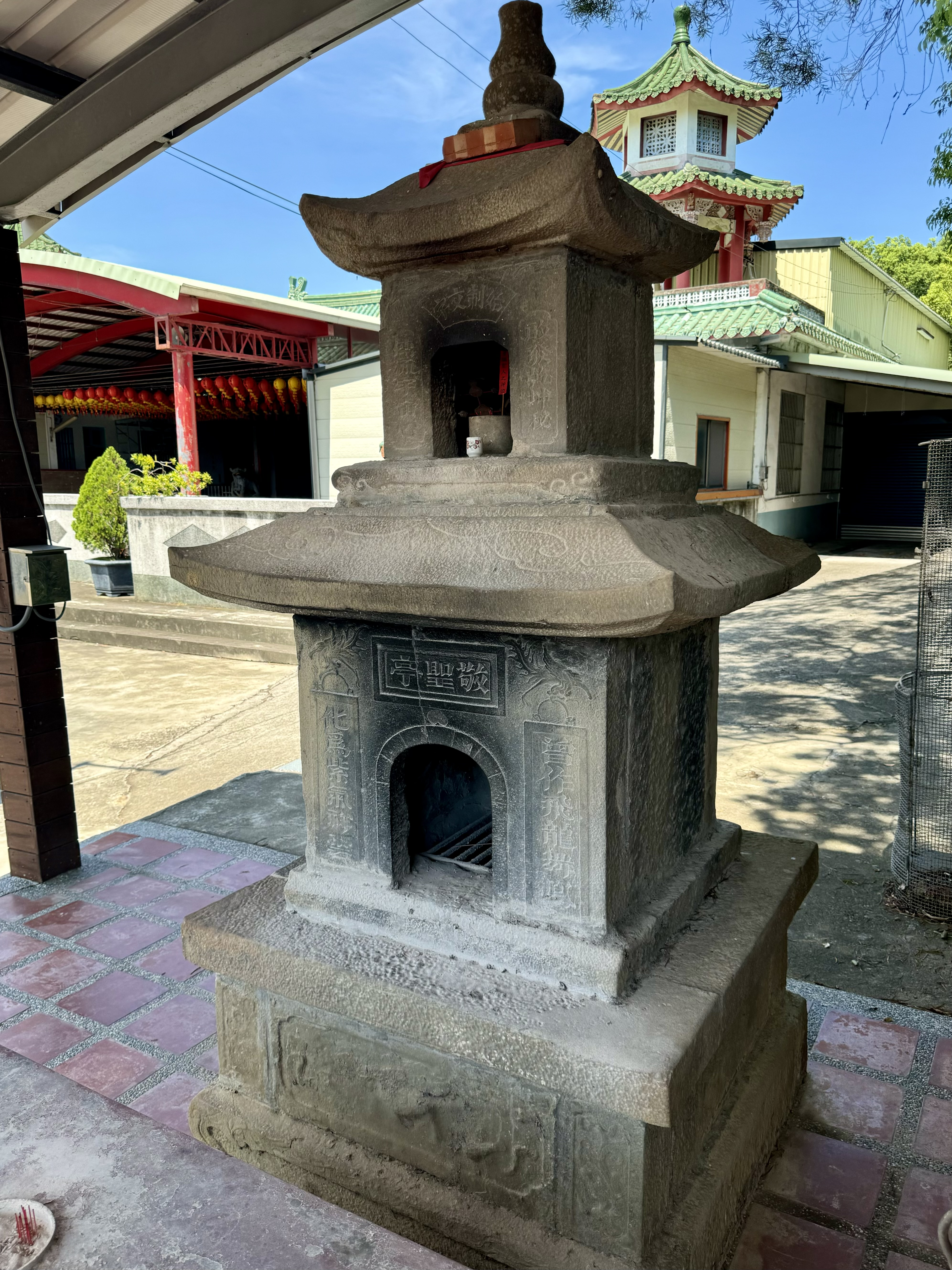
西湖敬聖亭

道光二十年（1840年），四湖劉家在瑞湖國小校址創設的私塾因不敷應用，遂在四湖村山頂擴建學堂，並稱為｢雲梯書院｣。擔任導覽員多年的西湖鄉公所公務員蔡世順介紹，此3公尺高、砂岩製作的惜字塔，是在搬遷當年落成。
宣王宮管理員、四湖劉家劉泰祥說，該惜字塔是委請唐山師傅砌建而成，不僅悠久更代表清朝當年的建築概念。此惜字塔分為三層：上層供奉倉頡的祀門兩側聯語「啟發乾坤秘，流傳宇宙心」，橫枇「始制文字」；中層燃燒字紙，對聯是「曾做飛龍舞鳳，化為紫氣祥雲」；下層為堆積中層鐵架落下的紙灰，設有開口可清理和通風。
惜字塔一旁的土地祠也是書院創建初期的文物，對聯「福集祥凝憑有德、正心誠意始通神」，雕花細緻。四湖劉家的劉恩寬古宅，一說就是位於鯉魚型的風水穴上，而山頂的土地祠就代表魚眼。

### 保存
在雲梯書院因日後改名「修省堂」、又在1982年重建落成易名為「宣王宮」後，居民還是慣以「雲梯書院」稱之。今日的惜字塔位於宣王宮外庭左側，是西湖鄉內最具歷史的惜字塔。村民陳水旺從小在此地玩耍，從宣王宮退休後，86歲時依然仍到此惜字塔跟土地祠上香。
1998年3月28日，苗栗縣政府民政局秘書古鎮清、鶴岡國中主任黃鼎松、教師曾桂龍等人來此惜字塔前參觀。他們三人對廟方保存此等文物，讚許表示是傳承文化道統、保有耕讀傳家的傳統精神。2004年，因有部分香客誤認是焚燒金紙的金爐而誤用，鄉長何木炎就設想在旁設立簡介告示。2008年8月12日，縣文化資產審議委員會通過將宣王宮的惜字塔與土地祠登錄為歷史建築，同時建議改名為「敬聖亭」與「福德祠」。